# Gilles Grandjouan
Pour les articles homonymes, voir Grandjouan.
Gilles Martin Daniel Grandjouan est un botaniste français né le 26 août 1932 à Toulon et mort le 8 mars 2010 à Montpellier,.

## Biographie
Gilles Grandjouan a été élève de l'École nationale supérieure d'agronomie de Grignon. Il est ensuite devenu ingénieur de recherche en biologie végétale au CNRS à Montpellier en 1964. Il soutient par la suite une thèse de doctorat, intitulée Une méthode de comparaison statistique entre les répartitions des plantes et des climats, à l’Institut de botanique de Strasbourg en 1982 sous la direction de Jacques Roux. 
Après avoir passé sa thèse, il intègre à Montpellier le laboratoire de palynologie dirigé alors par Madeleine Van Campo. Il publie des articles avec Pierre Cour et Robert Gros, et collabore notamment avec le botaniste Louis Emberger.
Il est l’inspirateur et l’un des fondateurs avec Henry Brisse et Patrice de Ruffray de la banque de données botaniques et écologiques appelée SOPHY. Il a par ailleurs créé la banque de données phytosociologiques de l'Institut de botanique de Strasbourg.

## Famille
Gilles Grandjouan est le fils d'Henri Grandjouan, ingénieur des télécommunications, et le petit-fils du dessinateur et illustrateur Jules Grandjouan.

## Publications
- Propagation de la rouille noire du blé au Maroc, École nationale supérieure d'agronomie de Grignon, 1958.
- Carte phytoécologique et carte de l'occupation des terres, cartes factorielles de la zone de mille hectares de Sologne, avec Michel Godron[8], Alain Heaulme, Édouard Le Floc'h[9], Louis Emberger et Gilbert Long[10], Centre d'écologie fonctionnelle et évolutive, Montpellier, 1964.
- Formulaire floristique des végétaux vasculaires de la France, avec Henry Brisse, Montpellier, CNRS, 18 pages, 1971.
- Étalonnage et classification climatique de 450 plantes en France, avec Henry Brisse, Association internationale de phytosociologie, Rinteln, RFA, Cramer, 1977.
- Plantes indicatrices du climat : méthode de caractérisation climatique des plantes à différents niveaux d’abondance, avec Henry Brisse, Bulletin de la Société botanique de France, 1980.
- Une méthode de comparaison statistique entre les répartitions des plantes et des climats, thèse de doctorat, sous la direction de Jacques Roux, Strasbourg, Université Louis Pasteur, 316 pages, 1982.
- La végétation rudérale et anthropique de la Nouvelle-Calédonie et des îles Loyauté (Pacifique sud), avec Michel Hoff[11] et Henry Brisse, 70 pages, Colloques phytosociologiques, Bailleul, 1983.
- Utilisation d’un critère de l’écologie en phytosociologie, exemple des forêts alluviales en Alsace : « La végétation des forêts alluviales », avec Henry Brisse, Patrice de Ruffray et Michel Hoff, Association internationale de phytosociologie, Strasbourg, Cramer, 1984.
- Climatic calibration of 80 aeropollinic taxa along a European transect, avec Pierre Cour et Robert Gros, Vegetatio, 1993.
- The Phytosociological Database « SOPHY » : calibration of indicator plants and socioecological classification of the relevés, avec Henry Brisse, Patrice de Ruffray et Michel Hoff, Annali di Botanica, 1995.
- La banque de données phytosociologiques « SOPHY », avec Henry Brisse, Patrice de Ruffray et Michel Hoff, Annali di Botanica, 1995.
- A probabilist calibration and classification of pollen taxa along a climatic gradient, avec Pierre Cour et Robert Gros, Écoscience, 1996.
- Expression probabiliste des relations écologiques en milieu naturel, Oceanis, 1998.
- A probabilist model of the relations between pollen and climate and its application to 80 European annual spectra, avec Pierre Cour et Robert Gros, Plant Ecology, 2000.
- Reliability of abundance ratios between aeropalynological taxa as indicators of the climate in France, avec Pierre Cour et Robert Gros, Grana, 2000.
- Relations entre plantes et climats en France : étalonnage de 1874 bioindicateurs, avec Emmanuel Garbolino, Patrice De Ruffray et Henry Brisse, Comptes Rendus Biologies, Elsevier, 2007.
- Les phytoclimats de France : classification probabiliste de 1874 bioindicateurs du climat, avec Emmanuel Garbolino, Patrice de Ruffray et Henry Brisse, Comptes Rendus Biologies, Elsevier, 2008.
- Y a-t-il eu migration des plantes en altitude au cours du vingtième siècle? Un inventaire fondé sur la banque française de données phytosociologiques SOPHY, avec Henry Brisse, Tela Botanica, 2009.
- La flore probable : un mode d'expression des gradients écologiques en France, avec Emmanuel Garbolino, Patrice de Ruffray et Henry Brisse, Comptes Rendus Biologies, Elsevier, 2013.